# (28607) Jiayipeng
(28607) Jiayipeng est un astéroïde de la ceinture principale.

## Description
(28607) Jiayipeng est un astéroïde de la ceinture principale. Il fut découvert le 9 mars 2000 à Socorro (Nouveau-Mexique) par le projet LINEAR. Il présente une orbite caractérisée par un demi-grand axe de 2,24 UA, une excentricité de 0,13 et une inclinaison de 4,5° par rapport à l'écliptique.

## Compléments